# Distretto di Gelan
Il distretto di Gelan è un distretto dell'Afghanistan appartenente alla provincia di Ghazni. Viene stimata una popolazione di 29 273 abitanti (stima 2016-17).